# Tetrameridae
Die Tetrameridae sind eine Familie der Rollschwänze mit über 110 Arten. Sie sind Parasiten bei Meeressäugetieren, bei Vögeln verursachen sie Darmtumoren. Mit Placentonema gigantissima enthält die Familie den längsten Fadenwurm überhaupt, bei dem Weibchen neun Meter lang werden können.

## Merkmale
Tetrameridae sind Habronematoidea, bei denen der Körper der Weibchen spiralig oder rund aufgerollt ist. Das Hinterende ist schlanker als der übrige Körper und ganz am Ende erweitert. Die Parasiten haben einen deutlichen Sexualdimorphismus.

## Systematik
Zur Familie gehören drei Unterfamilien mit sechs Gattungen:
- Crassicaudinae Yorke & Maplestone, 1926
  - Crassicauda Leiper & Atkinson, 1914
  - Placentonema Gubanov, 1951
- Geopetitiinae Chabaud, 1951
  - Geopetitia Chabaud, 1951
- Tetramerinae Travassos, 1914
  - Microhadjelia Jogis, 1965
  - Microtetrameres Travassos, 1915
  - Tetrameres Creplin, 1846